# Blattloses Koboldmoos
Das Blattlose Koboldmoos (Buxbaumia aphylla) oder auch Pferdehufmoos ist eine Laubmoos-Art aus der Familie Buxbaumiaceae.

## Beschreibung
Das Moos gehört zu den seltsamsten heimischen Moosarten und hat auch bei Nicht-Bryologen Bekanntheit erlangt.
Die Pflanzen wachsen vereinzelt oder in kleinen Herden. Wie auch bei anderen Buxbaumia-Arten sind nur die Sporophyten auffällig, Pflanzen ohne ausgebildete Sporophyten sind durch den stark reduzierten Gametophyten praktisch nicht auffindbar. Die Gattung Buxbaumia hat damit eine bemerkenswerte Parallelentwicklung zu anderen Laubmoosgattungen vollzogen und ähnelt dadurch mehr den höheren Pflanzen, deren Gametophyt ebenfalls stark reduziert ist.
Die 5–6 mm große, asymmetrische Sporenkapsel wird von einer 0,5 bis 1 Zentimeter langen, aufrechten, dicklichen, roten bis orange-braunen Seta getragen. Der Sporophyt betreibt über die grüne, abgeflachte Seite der Kapsel Photosynthese und wird wie ein Kollektor der Sonne zugewandt. Die hauptsächliche Versorgung des Sporophyten erfolgt aber über die Mutterpflanze am Fuß, die entsprechende Nährstoffe über einen Mykorrhiza-Pilz bezieht.
Die Bildung des Sporophyten beginnt im Spätherbst, etwa ab Oktober und setzt sich bis zum Frühjahr fort. Die Sporenreife erfolgt im Frühling bis zum Frühsommer hin. Die Verbreitung der Sporen erfolgt über einen Blasebalgmechanismus, bei dem die Sporen durch die kleine zugespitzte Öffnung am Sporogon durch das Auftreffen von Regentropfen herausgeblasen werden.

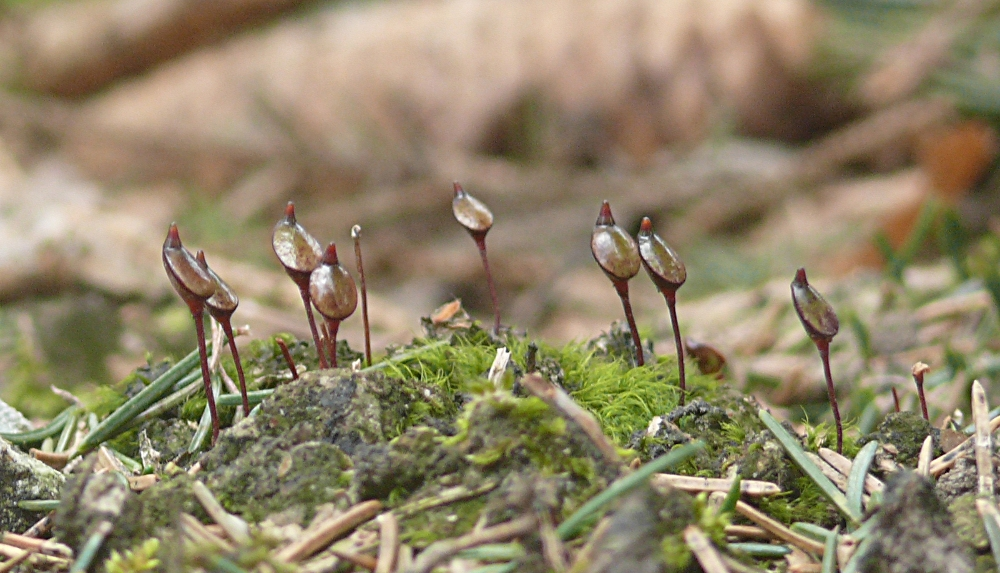
Sporophyten

## Standortansprüche und Verbreitung
Die Art wächst anders als das Grüne Koboldmoos bevorzugt in sonniger Lage und ist vorrangig ein Moos der kollinen bis montanen Stufe. Es bevorzugt kalkfreie, sandig-lehmige, ausgehaherte und häufig flechtenreiche Böschungen an Weg- und Waldrändern. Die Standorte sind halbschattig bis vollsonnig und zumeist wechselfeucht. Als klassisches Pioniermoos bevorzugt die konkurrenzschwache Art offene und nur wenig bewachsene Stellen. Seltener wird Totholz besiedelt. Begleitmoose und -flechten sind vor allem andere Pionierarten der Gattungen Cephaloziella, Cladonia, Funaria, Peltigera und Polytrichum.

## Gefährdung und Schutz
In Deutschland wurde die Art bisher in allen Bundesländern nachgewiesen, kommt aber nur sehr zerstreut vor. Eine zuverlässige Aussage über den tatsächlichen Gefährdungsgrad lässt sich erst nach mehrjähriger und systematischer Erfassung der Vorkommen treffen. Aktuell wird das Moos für Deutschland in der Roten Liste als stark gefährdet eingestuft.